# 日本の右翼団体
日本の右翼団体（にほんのうよくだんたい）では、日本において右翼思想を掲げる政治団体について述べる。

## 概要
日本の右翼団体は、通常は観念右翼、正統右翼、仁侠右翼、革新右翼、街宣右翼、宗教右翼、新右翼、行動する保守、右派系市民グループなどに分類される。また「右翼団体」の呼称はあくまで左翼との比較における名称であるため、自ら右翼団体と標榜することはなく一般には「愛国者団体」という表現をする（連絡機関の団体名にも「愛国」の文字が見られる）。伝統的な意味の右翼思想は、伝統や文化の価値を重視する保守主義であり、日本の右翼が思想的な源流を主張するのは近世の国学や、明治維新の三傑と目されながらも士族の反乱である西南戦争を起こした西郷隆盛、征韓論を貫き自由民権運動を行った板垣退助などである。これらは、西洋化につながる近代化や、それを推進する中央政府を警戒し、地域の宗教や歴史や習俗の独立性や継続性を重視する、保守的・伝統的・地方主義的な右翼潮流として、以後の政府や資本家の用心棒的な「観念右翼」や、社会主義に対抗し、国内の腐敗を除去する「革新」を打ち出す「革新右翼」とは別に存在していくことになる。明治6年（1873年）、書契事件などに代表される朝鮮王朝の横暴に憤慨し征韓論を唱え、「明治6年の政変」で下野した板垣退助らは、翌年（1874年）1月12日、「愛国公党」を組織し、1月17日、政府に『民撰議院設立建白書』を提出した。これが日本で最初に「愛国」の名を冠した団体であり政治結社である。頭山満の向陽社（玄洋社の前身）も、この系統を引き自由民権運動の結社として産声をあげた。
日本では、車両を用いて駅前や街頭、官公庁近辺や糾弾対象となる企業や集会場の周辺等での大音量による抗議活動や、大音量の音楽を流して走行する「街宣右翼」が広く知られ「典型的な右翼」と見られがちであるが、この活動方法は1970年（昭和45年）内外にあらわれたものである。
また、一部の団体は暴力団と表裏一体の右翼団体（仁侠右翼、右翼標榜暴力団）の場合もあり、思想面での政治運動には積極的ではなく、企業恐喝や政治家有名人恐喝などを目的としたいわゆる偽装右翼団体の可能性もある。

## 歴史

### 明治以降
日本の右翼思想が確立するのは明治時代であるが、その源流は、江戸時代後期の国学者の一部が標榜した国粋主義や皇国史観などが挙げられる。また日本の右翼団体の起源は、1868年（明治元年）1月3日の明治維新（王政復古の大号令）だと目される。これを14年遡った1854年（安政元年）3月31日に、江戸幕府13代将軍徳川家定が鎖国を撤廃した時、勤王反幕の政治家が勢力を増した。幕末に生み出された大量の尊王派の志士の組織活動は、維新の成功によりいったんは政権に組み込まれ消失する。
画期となるのは征韓論事件を境とした九州・山口でおこった一連の士族反乱である。西郷を敬愛し国学・朱子陽明学の実践を願いながらも死にそびれ、あるいは取り残された者たちの在野集団が1881年（明治14年）に頭山満らが結成した玄洋社であり、これが日本の観念右翼のはじまりとされている。
1880年代に自由民権運動が発生し、激しい反政府運動が盛り上がった。明治政府は自由民権運動を公権力で取り締まったが、次第に任侠集団は政治的思想に基づく団体を結成させ、民権運動を支援する活動を行った。1910年代になると、社会主義運動の高まりと共に労働争議、小作争議が各地に広まり、政界、財界からの要望により、任侠系の政治団体がそれらの運動妨害、弾圧運動に大きな役割を果たした。この系統を引く団体は、大日本国粋会などに代表され「官製右翼」と呼ばれ、非合法的な雰囲気は無く、有爵者や神主、警察庁長官までもが役員として名を連ねた。これらの官製右翼は、明治の元勲たちとも結びつきが強く、社会主義に対抗して、皇国思想によって国家を擁護する右翼団体となった。
また、近代化の過程で生じた諸矛盾を解決を目指す政治団体として、平等を目指す2つの流れが生じた。一つは社会主義革命により平等を目指そうとする流れ。もう一つは天皇の下に万民は平等であるとする流れである。これは、日清戦争や日露戦争を背景に、中華民国の成立や李氏朝鮮の近代化に関与した大アジア主義の潮流に乗る。また、社会主義の影響もとで国家主義によるアジアの近代化の実現を目指したために社会主義との接近をも起こし、その思想潮流はいわゆる国家社会主義や社会主義との複雑な影響の元にあった。思想的傾向は、必ずしも反共主義ではなく、反欧米色が強かった。この系統を引く団体は、「正統右翼」などと称される。
財界の要望に立ち労働運動を弾圧する「任侠右翼」（暴力団系右翼）と、理想を掲げて凡アジア的活動を行う「正統右翼」は、戦前の右翼団体の2つの大きな系統であった。これらは利害が一致する財界、軍部から資金援助を受けて活動をしていたと田中隆吉は述べている。
世界恐慌時代には、右翼も社会主義から強い影響を受け、一部の国学の系統を引く日本の保守思想家や左翼からの転向組の中から国家社会主義思想を持つグループが現れた。この系統は革新右翼と言い、陸軍の皇道派に近い民族主義的な観念右翼と、陸軍の統制派に近い革新右翼が対立を起こすようになる。これらは日独伊三国軍事同盟締結時の陸海軍の対立や、五・一五事件、二・二六事件などにも影響を与えた。右翼は大東亜戦争（太平洋戦争）直前に締結された日独伊三国軍事同盟については支持する立場を採ったが、イタリアのファシズムやドイツのナチズムに対しては、自由主義や社会主義と同様の外来思想と受け止められ、東方会などの一部の団体を例外として大半からは無関心もしくは排斥の対象として捉えられていた。

### 第二次世界大戦終結後
1945年（昭和20年）に日本政府は降伏文書に調印した（第二次世界大戦での日本の降伏）。GHQにより多くの右翼団体は軍国主義の温床と見なされ、弾圧を受けた。また、右翼団体のパトロンであった軍部の消滅、財閥解体、農地改革による地主層の没落により、資金面でも厳しい局面に追い込まれた。これにより革新右翼の流れを汲む民族派右翼（陸軍系）は衰退し、親米右翼の流れが増えていった。

### 冷戦時代
アメリカ軍を中心とする連合国軍の占領下に置かれた戦後混乱期には、GHQ主導で上からの民主化が進められたものの、東京裁判が終わると今度は冷戦が始まり反共主義による「逆コース」が進み、公職追放を受けた者が続々と政界に復帰した。すると、日本の再軍備化が検討されるようになり、公職追放解除や朝鮮戦争への日本の協力として旧軍人への法務府特別審査局の聞き取りなどがおこなわれ、それまで沈黙を保っていた旧軍人や右翼活動家も発言をおこなうようになった。再軍備にむけた旧軍人の組織的な活動は1951年（昭和26年）8月の大量の追放解除以降に活発化し、おおむね以下の5派が展開された。
1. 皇軍復活を主張した真崎甚三郎らの「皇道派」
2. 具体的再軍備案を提示のうえ連合国側に協力を提示した下村定らの「正義派」
3. 連合国との協力を変節者と見なしこれに対抗した岩畔豪雄らの「統制派」
4. 反共援蒋のために台湾派兵を計画した岡村寧次の「募兵派」
5. 制海・制空権を重視した再軍備計画を提案した野村吉三郎元海軍大将を中心とした「海軍派」

最初の組織化は前年に公職追放を解かれた赤尾敏による、1951年（昭和26年）10月に結成された大日本愛国党であるが、すでにその半年前の2月には第一回愛国者団体懇親会などができあがっており、また1952年（昭和27年）からは右翼団体が続々と設立された。
これらは冷戦にともなう「防共の砦」としての日本の防衛に危機感を持ったGHQの意向に適うものであり、左翼思想を統制する「逆コース」とも呼ばれた。1951年（昭和26年）には、日本国粋会初代会長・森田政治の申し出を受けて、木村篤太郎法務府総裁（後に法務大臣）が当時の金額で3億数千万の予算をつけ、テキ屋、暴力団、右翼をまとめた私兵「反共抜刀隊」を政策として立案したが、吉田茂首相に相手にされずに頓挫した。
占領期が終わると各右翼は天皇中心主義・反共主義・反社会主義・再軍備促進・憲法改正などのそれぞれの主張を標榜し、活動を再開した。これら戦後の右翼団体の大きな特徴としては「反共親米」路線を挙げることができる。
安保闘争中の1960年（昭和35年）にはドワイト・D・アイゼンハワー米国大統領来日を歓迎・支援するために、自民党安全保障委員会が、全国のテキ屋、暴力団、右翼を組織して「アイク歓迎実行委員会」を立ち上げ、左翼の集会に殴り込みをかけさせた。これらの動きに伴い、黒塗りの街宣車で大音量の軍歌を流す、典型的な「街宣右翼」が登場した。1992年（平成3年）の暴力団対策法施行以降は、暴力団組織が右翼団体に資金を提供、もしくは政治団体に衣替えする事例が続発し、右翼が国家に対抗し反権力を主張する状態になっている。街宣右翼は、相手を“反日”と断じたならば街宣をかけるというその性質から、様々な批評がされている。
任侠右翼の系譜としては、戦後しばらくして海軍と三菱財閥の流れを汲む利権に結びついた山口組系右翼の活動が目立った。彼らは海軍・三菱と共に長崎から船に乗って広島、神戸、横浜など造船所・港町を伝って全国へ広がった。天皇を立てた主張が近いため両者の識別は難しいが思想・活動目的、資金源は全く異なる。概ね親米か反米かで区別できる。戦後から昭和期にかけては児玉誉士夫のように政財界の黒幕として利権政治や談合に関与し、あるいは総会屋や仕手筋などとして暗躍するものもいたが次第に退潮した。正業を持たず資産家の資産を守る用心棒まがいのことをしたり、食客まがいの者もある。
他方では、1960年代後期から、「新右翼」や「民族派」と呼ばれる、街宣車を用いないか一般車のような外見の街宣車で演説をする活動に切り替える右翼活動家が現れ始めた。彼らは「反共」一辺倒の思想や暴力行為や大音量による宣伝活動に従来の観念右翼や街宣右翼に反発し、トークセッションに出演したり論壇誌に数ページの連載を持ったりする論理的な言論活動で日本や民族を訴える活動をしている。この背景には、従来型の右翼の黒幕である児玉誉士夫のロッキード事件での多額の蓄財の発覚や、三島事件、経団連襲撃事件などを契機とした、体制寄りの腐敗した「既成右翼」への反発がある。彼らは「反共反米反体制」や、場合によっては「民主主義、市民主義」を主張し、思想的には戦前の「正統右翼」との共通点も大きい。

### 冷戦後
冷戦時代には暴力団とつながった体制寄りの親米右翼が多かったが、冷戦終了後に施行された暴力団対策法や各地の暴力団排除条例により衰退し、反体制的な反米右翼も相対的に目立つようになっている。
21世紀に入ってからは在日特権を許さない市民の会に代表される、嫌中（反中)・嫌韓（反韓)・反露を軸とした市民運動的スタイルの「行動する保守」が台頭し、街頭デモやインターネットを利用した「排外主義」的な宣伝活動で、国連の人種差別撤廃委員会を初め、国内外から批判されている。一方、神州蛇蝎の会のように「日韓連携」を訴える 団体も存在する。

## 分類

### 戦前（精神派・理論派）
戦前は組織・行動という分類ではなく、「純正日本主義」と「国家社会主義」とに分類され、前者は「精神派」、後者は「理論派」とされている 。大学内にも右翼研究団体が多くあり、昭和初期の主たるものとしては、東大の朱光会、七生社、京大の猶与会、東京一高の瑞穂会(いずれも会員50-60名)のほか、満州事変を契機として生まれた私大生を中心とする愛国学生連盟(加盟者約一万)、官私大・各種学校生徒に青年を加えた愛国青年連盟（加盟者数千）などがあった。

### 戦後（組織右翼・行動右翼）
組織右翼も行動を伴うが、嶋中事件の際に警察庁が「治安上注意を要する団体」として組織右翼と行動右翼という2分類をしている（『右翼関係団体要覧』、1972年。所在地記載のないものは東京所在）。
- 組織右翼は大東塾・不二歌道会、国民総連合、大日本生産党、国民同志会、日本青年連盟、国民社会党、合友会（名古屋）、日本同志会（岡山）。
- 行動右翼は大日本愛国党、護国団、治安確立同志会、防共挺身隊、国粋会、松葉会、義人党（日の丸青年隊）、大日本国民党、大日本独立青年党、師魂革新同盟（名古屋）、建国青年同盟（愛知）、愛国青年同志会（和歌山）、照国会（鹿児島）。

「行動右翼」の語は暴力団が右翼に参加した1960年（昭和35年）前後から一般化した。よって一部は暴力団の傘下団体（右翼標榜暴力団）である。

### 組織
伝統的な保守右翼、親米右翼、街宣右翼、観念右翼などとは別に、1960年代には学生運動など過激な左翼系運動の多発に対抗する形で、民族系右翼の大規模な組織化が行われた。右派学生らが立ち上げた民族派学生組織のうち、日本学生会議・日本学生同盟（2007年解散）・全国学生自治体連絡協議会などは、民族主義の立場から反米を含めた「YP体制打倒」を掲げ、大きな影響力を持った。しかし対抗勢力であった左翼の学生運動の退潮や組織の分裂により、民族派学生組織の運動も退潮し1990年代以降は目立った活動をほとんどしていない。
現在では、戦前からの系譜を引く任侠右翼や街宣右翼でも構成員数が三桁に達するところは皆無といってよい。ただし、任侠系はある程度組織が大きくなると部下に独立を促し別団体を結成させるため、個々の組織間の連携は密に取れている場合が多い。これら、任侠右翼や街宣右翼の構成員には、僅かながら在日韓国・朝鮮人が存在する組織もある。

## 活動

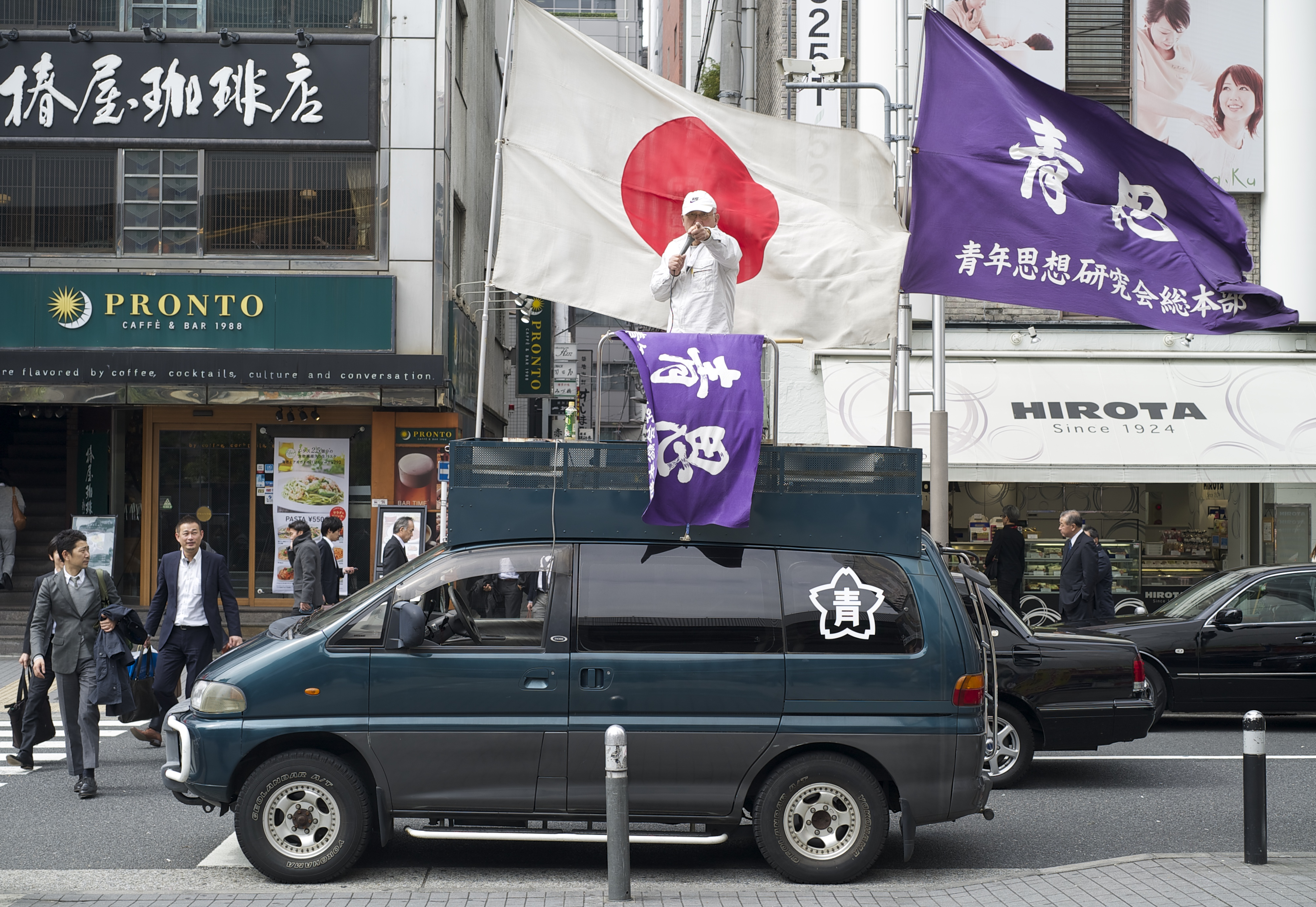
青年思想研究会

属する系統によって立場が違い、団体によって活動内容や方針も異なる。様々な右翼ないし保守主義者団体をまとめる連絡機関として、「全日本愛国者団体会議」（全愛会議）、「大日本愛国団体連合・時局対策協議会」（時対協）、「青年思想研究会」（青思会）、自民党議員も多く所属する保守主義者団体の「日本会議」などがあるが、必ずしも思想統一を行っているわけではない（特に、日本会議には行動右翼は全く加盟しておらず、逆に全愛会議や時対協には議員・評論家・実業家・宗教家といった人物は参加していない。交流などがあるのみ）。
- 皇太子明仁親王（後の125代天皇、令和現在の上皇）と正田美智子（後の皇太子妃、皇后、令和現在の上皇后）の結婚に際し、松平信子・宮崎白蓮の働きかけを受けて婚姻反対運動を展開した（入江相政日記より）。
- 日本共産党、社会民主党、日本教職員組合、全日本教職員組合などを「日本の赤化を企む暴力革命集団」とし、組合大会・教育研究全国集会や赤旗まつり、原水爆禁止日本国民会議世界大会等への抗議。「5・3憲法集会」など護憲集会への妨害。2008年（平成20年）2月の日教組大会に際しては、全体集会会場に予定されていたグランドプリンスホテル新高輪が、予約を受理していながら抗議行動による騒擾の恐れを理由にキャンセルし、抗議行動をする前に中止させる効果を生んだ。民事介入暴力も参照。
- 戦後も、団体の多くは歴史的な経緯で学生運動や左翼テロの鎮圧に警察の動員数が不足した為、児玉誉士夫が暴力団にも要請した事から現在でも暴力団と関係がある。また任侠系であり、経営者の依頼を受け労働者のストライキ潰しや組合潰し、公害病患者のデモ潰しや脅迫（左翼系グループが関与している為）や、市民団体を標榜する左翼デモへの妨害、右派政治家の意を忖度しての放火、株主総会の“円滑な進行”など、資本家・権力層が直接手を下せない“汚れ仕事”も行う[24]。暴力団対策法による締め付けを受け、名目上、思想団体として右翼思想を標榜しているだけという見方をされるケースも見受けられ、この場合は街宣活動を通じた恐喝行為・嫌がらせなどで、ある業務を取り止めさせたり金品をせしめたりするのが主な目的とされる（社会運動標榜ゴロ）。
- 元公安調査官の菅沼光弘は「在日韓国・朝鮮人や被差別部落が暴力団員の9割を占め、右翼活動によって収益を上げている」との見解を示しているが、現状は全く異なる[4]。また、自身も在日韓国人である評論家の辛淑玉は英語版アサヒコムにおいて[5]"Many, in fact, are Koreans, she said" （（彼女の話によれば右翼の中に）多数の在日韓国・朝鮮人がいる）と述べているが、実際のところは極少数である。

## 呼称
歴代天皇に敬意を示し、明治天皇には「明治大帝陛下」や「大帝陛下」・昭和天皇や大正天皇・明治天皇を「（元号）の天皇陛下」と称する者もいる。先帝（令和の現在では上皇）とされる天皇に対しては「先帝陛下」と称することもある。追号が送られていない今上天皇や上皇に対して、「（元号や名前）天皇」と称することは尊皇の立場であるのでまずない。他の皇族には皇室典範に基づいて「殿下」を用いる方が多く、メディアのように「さま」とするのは、皇室典範に反することになるとともに敬意や敬愛が示せないとしている。また戦前にマルクス主義の用語として登場した「天皇制」や「天皇家」といった表現をあえて使用しない者もいる。（皇族への敬称を付けた呼び方は、皇族のページを参照）。
他には前述の様に1945年12月以降から日本国内で使用された「太平洋戦争」ではなく、戦前に閣議決定されアジア圏で使用されていた「大東亜戦争」を用いたりする場合もある。年を表す際には西暦も使用するが、元号法に準じた元号とともに近年ではあまり一般的に使用されていない皇紀を使用する場合がある。
中華人民共和国を批判する際には「中共」（香港や台湾などで中国共産党への批判でも使われる）・「シナ（支那）」・「シナ（支那）中共」、韓国や北朝鮮を批判する際には「朝鮮」（韓国を「南朝鮮」や「南」など）、日本共産党を批判する際には「日共」や「アカ」と略称する者もいる。
現在の祝日法で定められている祝日はGHQによって変更されたものが多い為、日本の右翼団体は現在の名称で言わずに戦前の名称で言う場合が多い。
- 元日→四方節
- 建国記念の日→紀元節
- 文化の日→明治節
- 天皇誕生日→天長節
- 春分の日→春季皇霊祭
- 秋分の日→秋季皇霊祭
- 勤労感謝の日→新嘗祭

## 政治的主張
日本の右翼の主な政治的主張として、天皇制護持、反共主義、自主憲法制定論、国旗掲揚・君が代斉唱に賛成、太平洋戦争（大東亜戦争）の肯定・YP体制打破・靖国神社参拝、国防政策の強化・強硬的な外交政策の支持 の支持などが挙げられる。政党に関しては、戦後最大の保守政党であり、長期間政権を保持している自民党を支持する者が多いが、天皇親政の立場から議会制民主主義打倒を唱えたり独自の民族主義政党（維新政党・新風等）を組織する急進派も一部存在する。また、憲法改正論議では、ホワイトハウスによる「押し付け憲法論｣・安全保障上の問題点等を指摘して改憲を主張したり、憲法無効論を唱える者も存在する。
対外的には、当事国や日本の左翼勢力が「その責任は日本政府にある」とする2005年（平成17年）の反日デモや前述の靖国神社問題、尖閣諸島の領土問題などから中華人民共和国と中華民国（台湾）、同じく反日デモや靖国神社問題、竹島の領土問題などから韓国、日本人拉致問題などから北朝鮮、ソ連の対日参戦の経緯や、それによってもたらされた北方領土問題からロシア（1991年）まではソビエト連邦）の5国を批判する事が多い。さらに、反共の立場と歴史認識の葛藤 からベトナムや、反共の立場からキューバ、親米の立場から中東諸国、パキスタン、東ティモールなども批判の対象となることもある。
ただし、アメリカや韓国に対しての認識は団体によって異なる。反共の立場からアメリカや韓国を支持して来た右翼団体もあるが、冷戦後は靖国神社に対する態度や、1945年以前の世界を巡る歴史認識等を巡って、アメリカや韓国を批判する右翼が増えている。同様に、西側勢力にとって最大の脅威であったソビエト連邦が消滅したため、現状の日米安保体制は対米従属を推進させるだけだとして反米の立場を採った団体もあるが、中華人民共和国と北朝鮮の軍事的脅威や、ロシアとの間で抱えている領土問題で日本が不利な立場に立たされている事を主張して、依然として親米の立場を採る団体もある。
従来から反共のスタンスで中華人民共和国を否定し、中華民国を中国を代表する政府とするのが多くの右翼の立場であり、チベット独立運動、東トルキスタン独立運動、内モンゴル独立運動を支持する事が多い（独立運動は活発ではないが満州の独立を支持する団体もある）。しかし、中華民国は第二次世界大戦の連合国の一員であり、1945年（昭和20年）以前の世界を巡る歴史認識では日本の右翼と葛藤する立場である点から、近年は中華民国自体を否定し、台湾独立運動を支援する動きも見られる（なお中華民国が成立するまで台湾は大陸にとって人外・未開の地であり、一国として認識されてはいなかった）。これら活動の根拠として民主主義・人権・中国脅威論・民族自決などを唱えている。
左派系メディアの傾向があるとされる中日新聞、両論併記を厳守しているものの専ら中道左派・自由主義とされる朝日新聞や毎日新聞に対しては、1990年代の慰安婦に関する一連の報道などから特に批判的である。また地方紙では北海道新聞や、琉球新報・沖縄タイムスが敵視されている場合が多い。保守（実際には復古主義）的論調の傾向がある読売新聞や産経新聞に対しては、肯定的な考えを示すことが多いが、場合によっては批判することもある（読売新聞が2004年に提言した憲法改正案で「天皇」の項目を第一章ではなく、第二章にした事を批判した事もある）。また、日本経済新聞に対しては、近年における大企業の中国への進出から、中国への肯定的な報道姿勢や進出した日本企業がチャイナリスクで生じる日本経済への影響もあるため、批判的であることが多い。日本経済新聞の論調は左翼では決してないが、親米保守的な新自由主義やグローバリズムを支持しており、農本主義などの民族主義思想は基本的に相容れないものである。

## 歴史認識
- 伝統的な右翼の歴史認識は、国体護持の立場から皇国史観を主張する。しかし具体的にどのような国家体制を理想とするかは多数の立場があり、古代などの天皇親政や貴族制度の復活、伝統的な国家のよりどころとしての皇室を強調し象徴天皇制を維持すべきとする意見、明治天皇のような啓蒙専制主義の天皇親政の復活、更には北一輝などの近代国家の統合のための天皇機関説に近い国家体制などが存在する。
- 五・一五事件、二・二六事件などのクーデターに関しては、天皇親政の中央集権的な新国家を創立しようとしたものとして評価する立場や、伝統保守主義や法治主義や明治憲法の立憲君主制を尊重する立場から批判的な立場も存在する。
- 韓国併合や満州事変や日中戦争などの日本による大陸進出に関しては、多くの問題があり全てを肯定はできないものの、ロシア帝国やソビエト連邦の南下を防ぎ、近隣国の近代化を促進し、日本の生存圏を防衛するための必要性は否定できないと主張する立場が多い。ただし宗教右翼の一部は、各民族の伝統的な文化や宗教などを尊重する立場から、強制的な近代化や皇民化教育などの植民地政策を否定した。
- 第二次世界大戦（太平洋戦争）に関しては、通常は大東亜戦争と呼び、自衛的な戦争であったと主張する。また、戦争は毛沢東やコミンテルンの陰謀により開始させられた、との共産主義陰謀論を主張する者もいる。他方では一部の保守主義または自由主義的な右翼は、統制派が主導した国家総動員法や言論統制や統制経済などの戦時体制は1種の社会主義であるとの立場から、これらを批判した。いわゆる「南京大虐殺」や「慰安婦強制連行」などに関して捏造ないしは誇張されたプロパガンダであると主張する傾向がある。
- 第二次世界大戦後の日本に関しては、伝統的右翼・親米右翼・反共右翼の多くは、共産主義の影響を受けた左翼による自虐史観が教育現場やマスコミで横行していると主張し、大東亜戦争及び大日本帝国肯定・戦後民主主義否定、日本教職員組合や朝日新聞（左翼系）などへの批判、スパイ防止法、軍備力の増強、日米安保条約の強化などを主張している。他方では民族派右翼は戦後の日本を、アメリカとソ連などによる事実上の日本の植民地化である「YP体制」との立場から、反共主義と同時に反米を主張した。

## 主な批判対象諸国

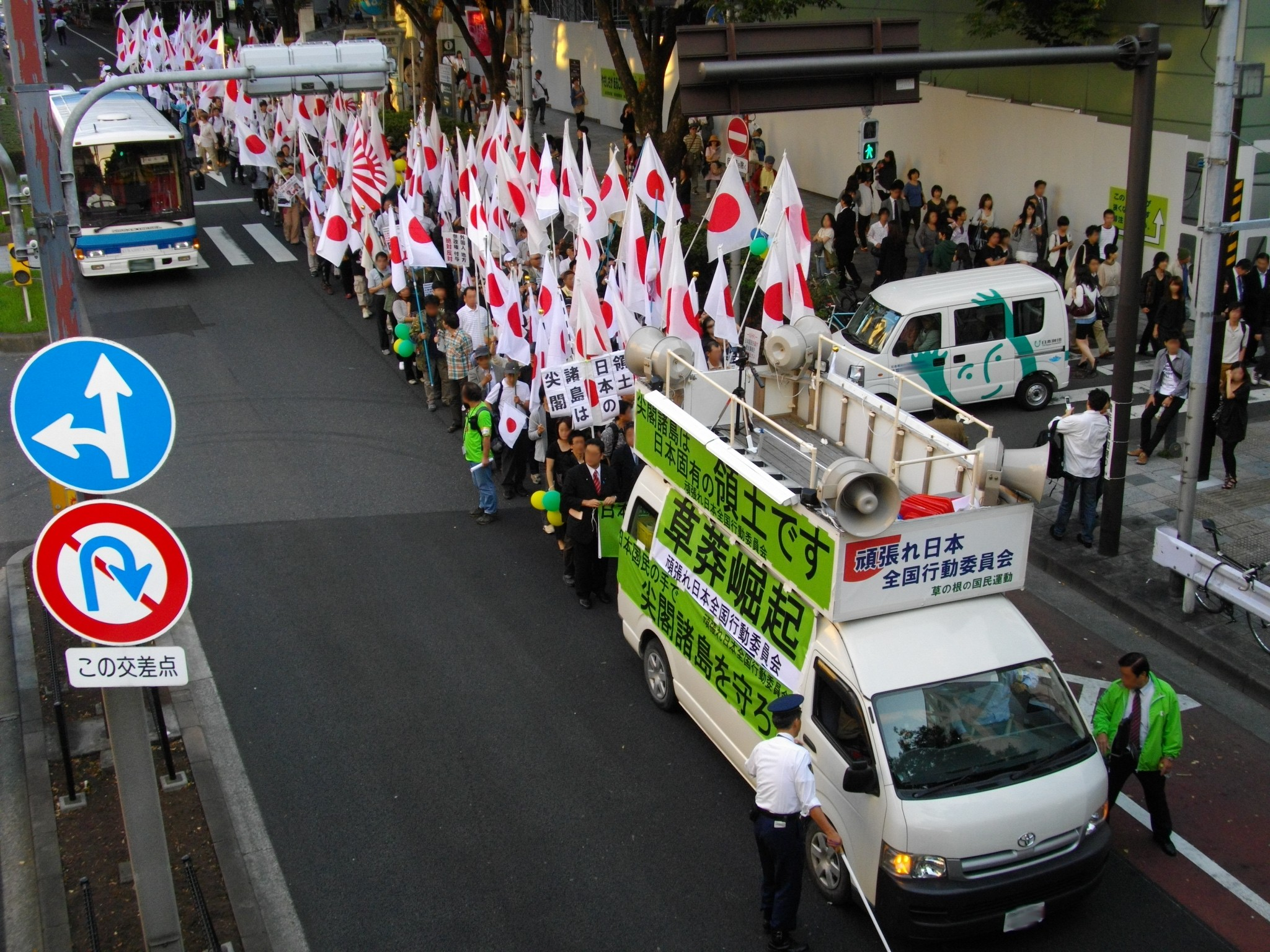
頑張れ日本!全国行動委員会の呼びかけにより行われた、中国の尖閣諸島上陸への抗議デモ

日本の多くの右翼団体では、反共主義の立場からソビエト連邦の崩壊までのソビエト連邦や、中国や北朝鮮などの国家・体制・政府や共産主義政党を批判している。また中国に弾圧されているチベット・東トルキスタン・内モンゴルなどの自治独立運動を支持する立場もある。冷戦期には、大日本愛国党などの大半の右翼団体は反共の立場から親米・親韓・親台湾・親体制（親米右翼）であったが、新右翼などは反共・反米・反体制（反米右翼）であった。冷戦後は多くの右翼団体が親韓から反韓に転換したが、行動する保守の中には一部の既存右翼団体に在日韓国人が参加していることを非難する者もいる。
国家主義や民族主義の立場から、過去の南下政策や北方領土問題などでロシアを、竹島問題などで韓国や北朝鮮を、尖閣諸島問題などで中華人民共和国や台湾（中華民国）を批判する立場もある。また極東国際軍事裁判やGHQによる日本占領政策や靖国神社問題などを国際法違反の内政干渉として、当時の連合国を批判する立場や、欧米の新自由主義などを経済侵略や文化侵略と批判する立場もある。
更に日本や東洋の文化伝統や歴史を重視する保守主義や民族主義の立場からは、欧米型の個人主義・民主主義・自由主義などを批判し、近代化や、男女平等や死刑問題などの人権問題、捕鯨問題や環境保護運動、これらを含む教育問題などで、アメリカ合衆国・欧州連合・オーストラリア・ニュージーランドなどの欧米諸国や、その立場を反映しているとして国際連合や各種の非政府組織などを批判する立場もある。また宗教面ではキリスト教やイスラム教などの唯一神教に対し、多神教の神道や、あるいは仏教・儒教などの優位点を主張する立場もある（一神教である生長の家本流運動の影響を受けている右翼も存在する。また、大日本愛国党はイエス・キリストやマホメットを歴史上の偉人としては肯定している）。